# Ten sam dzień
Ten sam dzień / W pętli czasu (ang. Day Break) – serial telewizyjny, wyemitowany przez amerykańską telewizję ABC i kanadyjską Global. Zrealizowano tylko jedną serię, na którą składa się 13 odcinków, jednak z powodu małej oglądalności stacja ABC wyemitowała jedynie 6, a resztę odcinków udostępniła poprzez internet.
Główną rolę gra detektyw Brett Hopper, który zostaje fałszywie oskarżony o morderstwo asystenta prokuratora Alberta Garzy. Podczas pobytu w więzieniu zostaje porwany z celi przez tajemniczych ludzi, lecz następnego dnia budzi się w swoim łóżku. Z niewiadomych przyczyn wpada w pętlę czasową – przeżywa cały czas ten sam dzień. Nie mogąc racjonalnie wyjaśnić dlaczego tak się stało, postanawia rozwiązać sprawę zabójstwa prokuratora i odnaleźć ukryte związki pomiędzy wieloma postaciami, które spotyka na swojej drodze. W każdej kolejnej wersji tego samego dnia odkrywa następne elementy starannie zaplanowanej intrygi, mając nadzieję, że jeśli ją rozwiąże, uda mu się wydostać z pętli czasowej.

## Opis fabuły
Akcja dzieje się w Los Angeles. Detektyw Brett Hopper budzi się rano w mieszkaniu swojej dziewczyny. Przygotowuje się do pracy, lecz gdy wchodzi do swojego mieszkania, zostaje zaaresztowany pod zarzutem zabójstwa asystenta prokuratora Alberta Garzy. Po przesłuchaniu zostaje osadzony w areszcie aż do czasu rozprawy. W nocy zostaje siłą wyciągnięty ze swojej celi i przewieziony do kamieniołomu na obrzeżach miasta. Otoczony przez nieznanych mu ludzi, których twarzy nie może dostrzec, słyszy od jednego z nich, że ma przyznać się do zabójstwa Garzy. Jako ostrzeżenie zostaje mu pokazany film, na którym jego dziewczyna Rita zostaje zastrzelona. Zostaje zaszantażowany, że jeśli nie wykona polecenia, jego siostrę wraz z całą rodziną spotka to samo. Następnie dostaje zastrzyk i traci przytomność. Budzi się jednak w swoim łóżku, o tej samej porze co poprzedniego dnia – 6:18. Okazuje się, że jest to ten sam dzień. Detektyw wpada w pętlę czasową. Mają miejsce te same wydarzenia, choć Brett wpływa na nie tak, że za każdym razem obserwuje ich alternatywny przebieg. Hopper próbuje na różne sposoby zakończyć ciągle powtarzający się dzień, by w końcu nadszedł następny, jednak każdego ranka wszystko zaczyna się od początku. Jeśli ktoś zginie, w kolejnej wersji tego samego dnia detektyw ma szansę na uratowanie tej osobie życia. Jednak jego własne obrażenia przenoszą się w czasie razem z nim. Hopper, z nadzieją wydostania się z pętli czasowej, próbuje znaleźć prawdziwych sprawców morderstwa i rozwikłać skomplikowaną intrygę. Każdego dnia odkrywa kolejne jej elementy. Z biegiem czasu dowiaduje się, że częścią intrygi są nawet członkowie jego rodziny (w tym jego nieżyjący już ojciec), a także jego dziewczyna Rita.

## Daty emisji
Zaplanowano trzynaście odcinków serialu i tyle zrealizowano. Pierwszy odcinek wyemitowała telewizja ABC dnia 15 listopada 2006 roku. Jednak popularność „Day Break” gwałtownie spadła i zaprzestano jego dalszego emitowania – 15 grudnia 2006 premierę miał 6 odcinek, choć ABC miała wyprodukowany już cały sezon, czyli 13 epizodów. 14 stycznia 2007 telewizja ogłosiła, że reszta odcinków będzie dostępna w internecie pod koniec lutego. Jednak już 29 stycznia na ABC.com udostępnione zostały odcinki 7, 8, 9 i 10. Kolejne dwa odcinki (11 i 12) miały swoją premierę w ciągu kolejnych dwóch tygodni. Ostatni (13) odcinek miał mieć premierę 19 lutego, jednak termin był ciągle przesuwany. W końcu, po 3 tygodniach oczekiwania, 13 odcinek ukazał się 2 marca 2007.

## Postacie

### Główne postacie
Brett Hopper, grany przez Taye Diggsa, główny bohater serialu. Jest detektywem, który został fałszywie oskarżony o zamordowanie zastępcy prokuratora Alberta Garzy.
Rita Shelten, grana przez Moon Bloodgood, dziewczyna Bretta. Jest pielęgniarką. Grozi jej nieustanne niebezpieczeństwo ze strony prawdziwych zabójców Alberta Garzy.
Jennifer Mathis, grana przez Metę Golding, siostra Bretta. Jest nauczycielką w szkole.
Andrea Battle, grana przez Victorię Pratt, to aktualna policyjna partnerka Bretta. Ma romans z Eddiem Reyesem, uzależnionym od narkotyków byłym policjantem.
Damien Ortiz, grany przez Ramona Rodrigueza, jest informatorem Bretta. Był członkiem gangu, jednak postanowił zwrócić się przeciwko niemu i współpracować z policją. Jego kryjówka została zaatakowana dzień przed powtarzającym się dniem Bretta, lecz Damien zdołał uciec.
Chad Shelten, grany przez Adama Baldwina, były partner Bretta. Jest detektywem w wydziale wewnętrznym policji, a także byłym mężem Rity.

### Postacie drugoplanowe
| Aktor             | Postać           | Kim jest?                                                                |
| ----------------- | ---------------- | ------------------------------------------------------------------------ |
| Mitch Pileggi     | Armen D. Spivak  | detektyw, wydział zabójstw                                               |
| Ian Anthony Dale  | Christopher Choi | detektyw, wydział zabójstw                                               |
| Joe Nieves        | Fencik           | agent Detweilera                                                         |
| Michael McGrady   | Buchalter        | agent Detweilera                                                         |
| Jim Beaver        | Nick Vukovic     | emerytowany policjant, były partner ojca Bretta                          |
| Don Franklin      | Randall Mathis   | dyrektor, mąż Jennifer                                                   |
| Michael B. Silver | Nathan Baxter    | prokurator                                                               |
| Bahar Soomekh     | Margot Clarke    | kobieta z kawiarni/potrącona przez autobus/sekretarka sędziego Nitzberga |
| Jonathan Banks    | Conrad Detweiler | "Człowiek-cień"                                                          |
| Nestor Carbonell  | Eddie Reyes      | kochanek Andrei, były policjant                                          |
| John Getz         | Tobias Booth     | członek Rady miasta                                                      |
| Eric Steinberg    | Danny Yan/"Slim" | handlarz narkotyków                                                      |
| John Rubinstein   | Barry Colburn    | obrońca                                                                  |
| Clayton Rohner    | Jared Pryor      | człowiek, który twierdził, że również doświadczył pętli czasowej         |

## Odcinki
| Lp | Tytuł                         | Premiera w USA    | Premiera w Polsce |
| -- | ----------------------------- | ----------------- | ----------------- |
| 1  | Pilot                         | 15 listopada 2006 | 2 grudnia 2007    |
| 2  | What If They Run              | 15 listopada 2006 | 9 grudnia 2007    |
| 3  | What If He Lets Her Go        | 22 listopada 2006 | 16 grudnia 2007   |
| 4  | What If He Can Change The Day | 29 listopada 2006 | 23 grudnia 2007   |
| 5  | What If They're Stuck         | 6 grudnia 2006    | 30 grudnia 2007   |
| 6  | What If They Find Him         | 13 grudnia 2006   | 6 stycznia 2008   |
| 7  | What If He's Not Alone        | 29 stycznia 2007* | 13 stycznia 2008  |
| 8  | What If She's Lying           | 29 stycznia 2007* | 20 stycznia 2008  |
| 9  | What If They're Connected     | 29 stycznia 2007* | 27 stycznia 2008  |
| 10 | What If He's Free             | 29 stycznia 2007* | 3 lutego 2008     |
| 11 | What If He Walks Away         | 4 lutego 2007*    | 10 lutego 2008    |
| 12 | What If She's the Key         | 12 lutego 2007*   | 17 lutego 2008    |
| 13 | What If It's Him              | 2 marca 2007*     | 24 lutego 2008    |

- Odcinki 6-13 nie były emitowane w ABC – dostępne tylko na ABC.com

Średnia oglądalność w USA (pierwszych sześć odcinków w telewizji) – 6,5 miliona widzów

## Emisja na świecie
| Kraj              | Telewizja                 | Data premiery serialu | Dzień i godzina emisji w tygodniu |
| ----------------- | ------------------------- | --------------------- | --------------------------------- |
| Stany Zjednoczone | ABC                       | 15 listopada 2006     | (emisja anulowana)*               |
| Kanada            | Global Television Network | 15 listopada 2006     | (emisja anulowana)                |
| Fidżi             | Fidżi One                 | 13 lutego 2007        | wtorek, 21:05                     |
| Australia         | Seven Network             | 2007                  |                                   |
| Francja           | TF1                       | 2007                  |                                   |
| Nowa Zelandia     | TV2                       | 2007                  |                                   |
| Wielka Brytania   | Bravo                     | 7 marca 2007          | środa, 22:00                      |
| Hiszpania         | Cuatro TV                 | 2007                  |                                   |
| Polska            | AXN, TVP 2                | 2 grudnia 2007        | od poniedziałku do piątku o 20:00 |

*Wszystkie 13 odcinków dostępne jest na ABC.com